# كهن سختك (حومة بم)
کهن سختك (بالفارسية: کهن سختک) هي قرية تقع في إيران في منطقة مركزية ريفية.